# Suni
|  | Per a altres significats, vegeu «Suni (antílop)». |

Suni (en sard, Sune) és un municipi italià, dins de la província d'Oristany. L'any 2007 tenia 1.237 habitants. Es troba a la regió de Planargia. Limita amb els municipis de Bosa, Flussio, Modolo, Pozzomaggiore (SS), Sagama, Sindia (NU) i Tinnura.

## Administració
| Període | Identitat         | Partit        |
| ------- | ----------------- | ------------- |
| 2005-   | Antioco Pischedda | Llista cívica |